# Bendegúz Bóka
Bendegúz Bóka (ungarisch Bóka Bendegúz; * 2. Oktober 1993 in Veszprém) ist ein ungarischer Handballspieler.

## Karriere

### Verein
Der 1,95 m große linke Linksaußen spielte ab 2011 für den ungarischen Verein Balatonfüredi KSE in der ersten ungarischen Liga, der NB 1. 2016 wechselte er zum Spitzenklub Pick Szeged, mit dem er 2017 den zweiten Platz in der Meisterschaft und im Pokal erreichte. Anschließend kehrte er nach Balatonfüred zurück.

### Nationalmannschaft
Mit der ungarischen Nationalmannschaft nahm Bóka an der Weltmeisterschaft 2019 teil, bei der er in acht Spielen 19 Tore erzielte und mit dem Team den 10. Platz belegte. Bei der Europameisterschaft 2020 warf er 16 Treffer in sieben Partien und erreichte den 9. Platz. Bei der Weltmeisterschaft 2021 kam er auf elf Tore in sechs Einsätzen, Ungarn wurde Fünfter. Bei der Europameisterschaft 2022 schied er nach drei torlosen Partien nach der Vorrunde aus und belegte Rang 15. Für die Weltmeisterschaft 2023 wurde er erneut ins Aufgebot berufen. Bei der Weltmeisterschaft 2025 warf er 17 Tore in sechs Spielen und belegte mit dem Team den 8. Platz.
Seit 2014 bestritt er 104 Länderspiele, in denen er 253 Tore erzielte.